# Sello LMLK

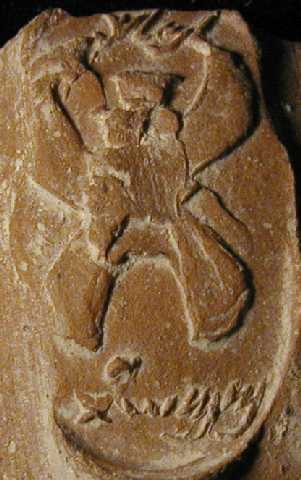
Impresión en un sello LMLK.

Los Sellos LMLK son antiguos sellos hebreos estampados en asas de grandes tinajas, emitidos por primera vez durante el reinado del rey de Judá Ezequías (alrededor del año 700 a. C.). Contienen la inscripción LMLK, que significa "del rey", escrita en alfabeto paleohebreo. Los sellos fueron descubiertos principalmente en Jerusalén y sus alrededores. Se encontraron varias tinajas completas in situ enterradas bajo una capa de estrato de destrucción causada por Senaquerib en Laquis. Aunque no se ha encontrado ninguno de los sellos originales, se han publicado unas 2.000 impresiones realizadas por al menos 21 tipos de sellos. La iconografía de los símbolos de dos y cuatro alas es representativa de los símbolos reales cuyo significado «se adaptaba en cada reino a la religión e ideología locales».

## Texto

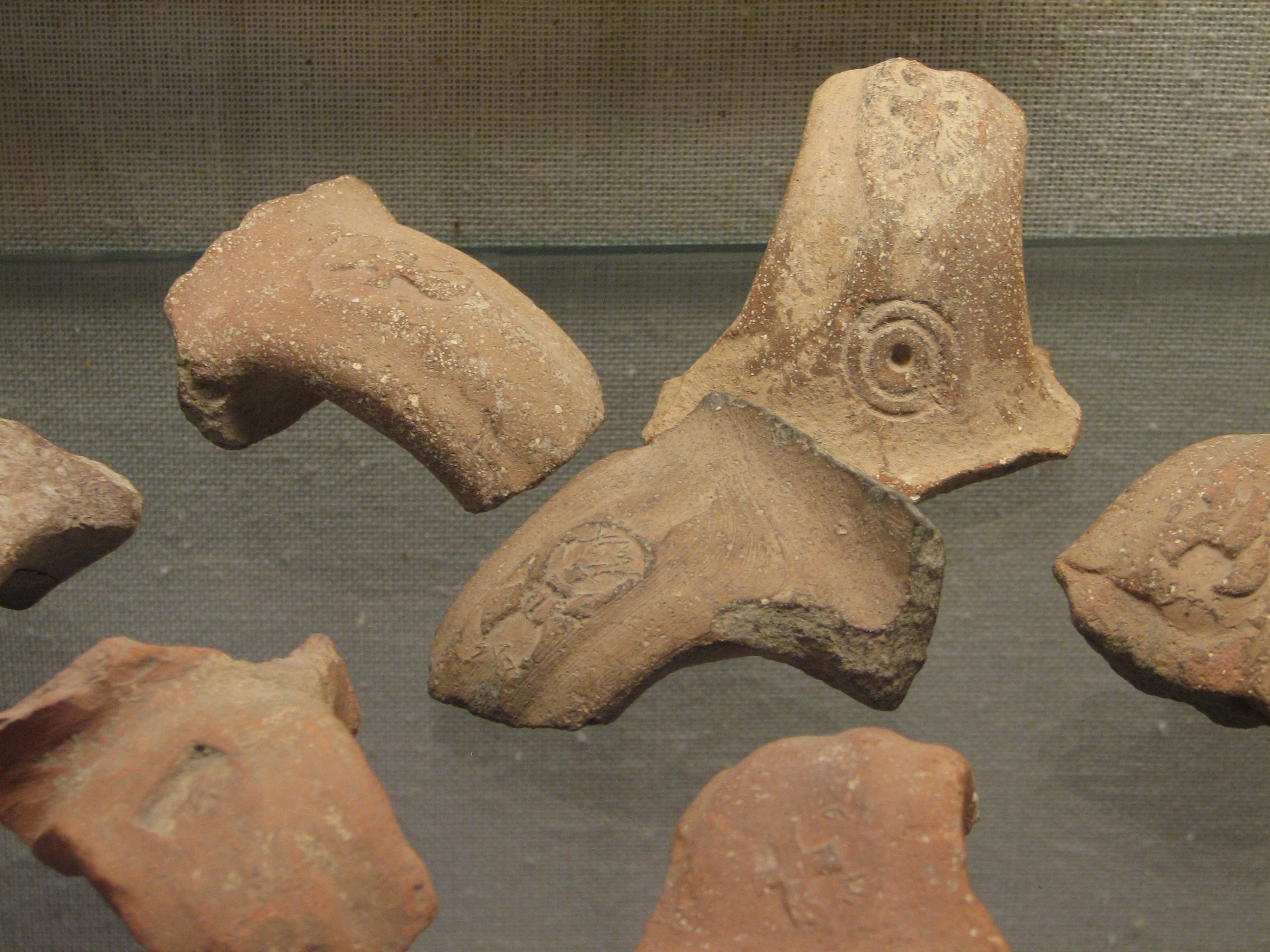
Sellos LMLK en las asas de recipientes, Museo Hecht de Haifa (Israel).

LMLK son las siglas de las letras hebreas lamed mem lamed kapf (vocalizado, l'melekh; fenicio lāmed mēm lāmed kāp - 𐤋𐤌𐤋𐤊), que pueden traducirse como:
- «[perteneciente] al rey» (de Judá)
- «[perteneciente] al rey» (nombre de una persona o deidad)
- «[perteneciente] al gobierno» (de Judá)
- «[para ser enviado] al Rey»

Como prefijo preposicional, el lāmed (𐤋) tiene una función genitiva o dativa, y el «al» en cada una de las lecturas anteriores también puede leerse como «para» o «del». Las otras tres letras forman la palabra «melech»; como se muestra arriba, su traducción puede referirse a un rey específico, a cualquier rey o al gobierno del rey.
Varias jarras dicen «lmlk Ziph», «lmlk Hebron», «lmlk Socoh» y «lmlk mmst» (mmst es una ciudad de la región montañosa del norte). Todas estas tinajas se fabricaban en un único lugar del Shepehelah, posiblemente Laquis, bajo la autoridad del rey —al que se alude en 1 Crónicas 4:23, por lo que lmlk significa «perteneciente al rey»—, y desde allí se enviaban a cada una de las cuatro regiones administrativas indicadas por el nombre de la ciudad en la tinaja —que son ( זיף ) Zif, ( חברן ) Hebrón,  ( שוכה ) Sokho y ( ממשת ) MMST—. Estos nombres se identifican con los pueblos de Sokho, una ciudad amurallada en el valle de Ela que fue un centro administrativo y militar durante la época del Templo de Salomón, Hebrón, Zif, en el desierto de Zif y al sur del desierto de Judá. Únicamente «MMST» no se identifica con certeza. Se hicieron varias propuestas. Una de ellas la identifica con la ciudad nabatea de Mamshit en el Néguev. Después de las excavaciones en Ramat Rajel por Yohanan Aharoni , otra hipótesis fue presentada por Yigaël Yadin, y después  por Gavriel Barkaï, quien excavó Ramat Rajel en los años 80. MMST ( ממשת ) de hecho sería MeMSheLeT ( ממשלת ), según dicen el centro del poder real de Ezequías, y según los arqueólogos, en la época de Ezequías, este centro estaría establecido precisamente en Ramat Rajel.

## Lugares y cantidades
Aunque la mayoría de estas asas de jarra estampadas se han encontrado en el reino del sur (71 yacimientos en el antiguo territorio asignado a las tribus de Judá, Benjamín y Simeón), también se han encontrado algunas en el reino del norte —cuatro yacimientos en la región noroeste—. Los 20 yacimientos donde se han encontrado más ejemplares son:
- 693 Khirbet Qeiyafa[6]

- 415 Laquis
- 281 Jerusalén
- 163 Ramat Rajel
- 92 Gabaón
- 88 Mizpa
- 71 Bet Shemesh
- 39 Moresheth-Gath
- 37 Gézer

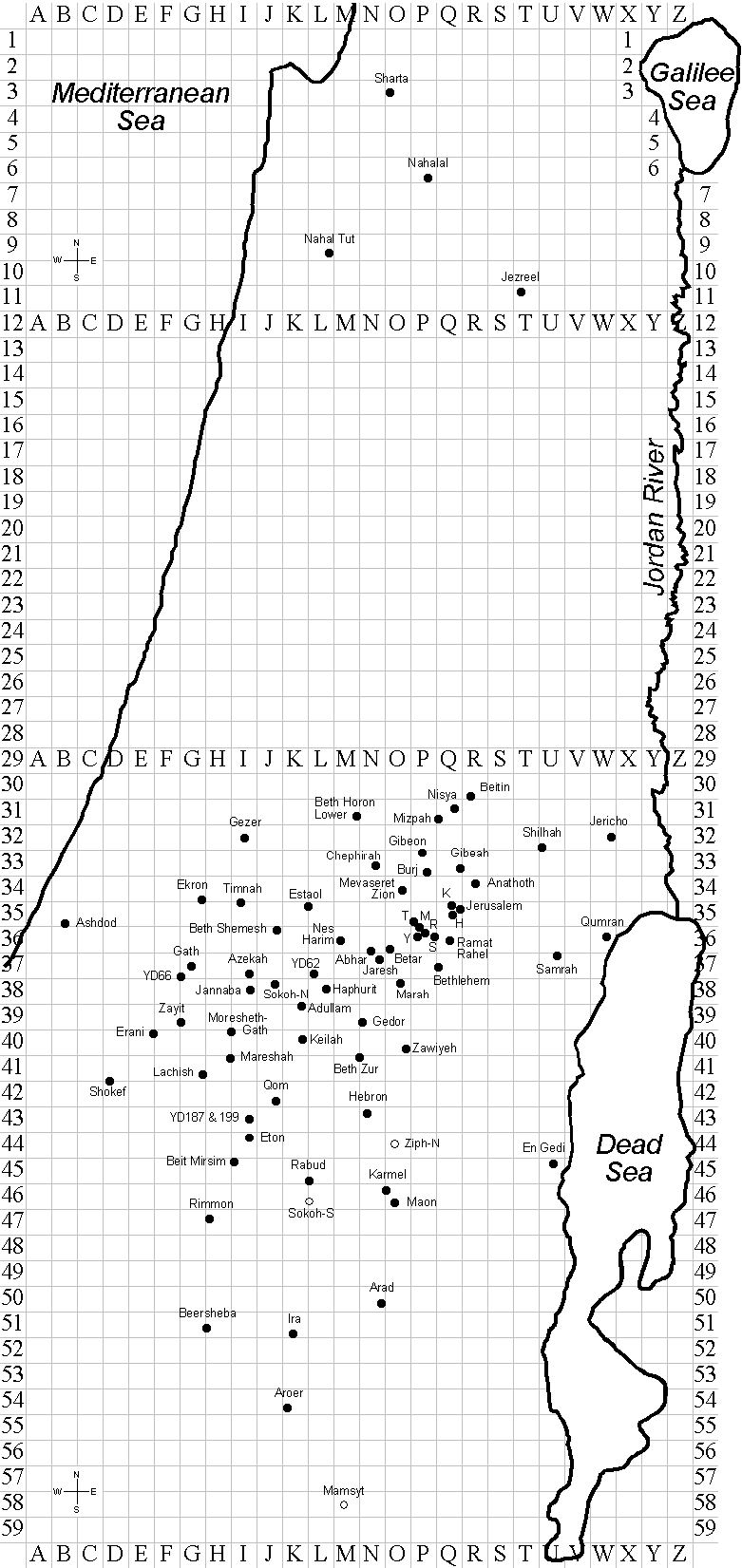
Yacimientos del LMLK en febrero de 2008.

- 24 Khirbet el-Burj (suburbio del noroeste de la actual Jerusalén)
- 19 Maresha
- 18 Azekah
- 15 Timna
- 14 Gabaa
- 13 Tel Erani
- 13 Hebrón
- 13 Sokho (Valle de Ela, no el Sokho al SO de Hebrón)
- 11 Beth Zur
- 9 Arad
- 8 Nahal Tut[7]
- 6 Gat (ciudad)

También se encontró una ejemplar en el sitio de Qumrán.

## Teorías

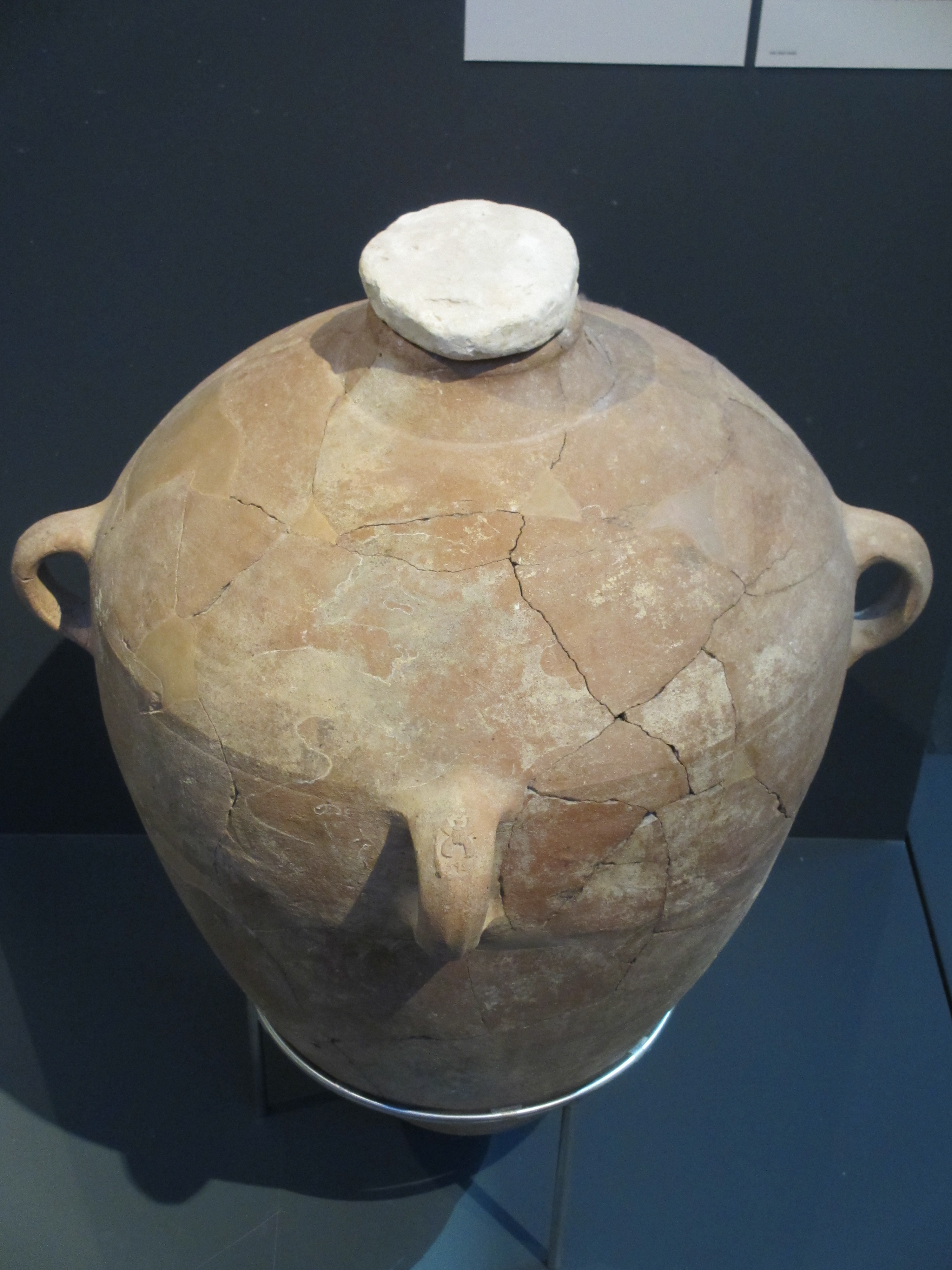
Jarra con sello LMLK, colección del Museo de Israel.

A partir de la editio princeps de Charles Warren en 1870, se han promulgado diversas teorías para explicar su función. Desde las históricas excavaciones de David Ussishkin en Laquis durante la década de 1970, que establecieron la fecha de los sellos en el reinado de Ezequías, el número de explicaciones posibles se ha reducido a las siguientes, todas ellas asociadas a Ezequías:
- Raciones militares recolectadas como una emergencia durante un corto período —de varios meses a unos pocos años como máximo— que precedió a la invasión asiria de Senaquerib.
- Impuestos gubernamentales recaudados a lo largo de la mayor parte del reinado de Ezequías —14 o 26 años, según las interpretaciones cronológicas— como acumulación económica a largo plazo hasta la invasión asiria de Senaquerib
- Diezmos religiosos recaudados a lo largo de los 29 años de reinado de Ezequías en respuesta a su reforma del culto tras su llegada —con total independencia de la invasión asiria de Senaquerib—.

En apoyo de las dos primeras teorías están las inscripciones, que pueden leerse como los nombres de cuatro lugares; en apoyo de la tercera teoría están las estadísticas geográficas, que no asocian ninguna de las cuatro palabras a un lugar o región particular que no sea todo el reino del sur de Judá. Además, aproximadamente entre el 10 y el 20 por ciento de las jarras y asas de jarras excavadas estaban estampadas.
Dependiendo de cuál de las teorías anteriores se prefiera, hay que interpretar otros aspectos de la operación:
- Las personas que realizaban la impresión eran funcionarios del gobierno que trabajaban directamente para el rey Ezequías o levitas y/o sacerdotes relacionados con el Templo de Salomón en Jerusalén.(2 Crónicas 31)
- Los iconos simbolizan la estatura real o la naturaleza religiosa (Deuteronomio 32:11-12, Rut 2:12, Salmos 36:7, Salmos 57:1, Salmos  61:4, Salmos 91:4 y Malaquías 4:2).
- La superinscripción, LMLK, denota el gobierno de Judea o un ser divino específico (considere su aplicación al YHWH israelita como en el Salmos 10:16, Isaías 16:5 y Zacarías  14:9).
- Las subinscripciones (Hebrón, MMST, Socoh y Zif) registran 4 lugares o 4 declaraciones votivas.

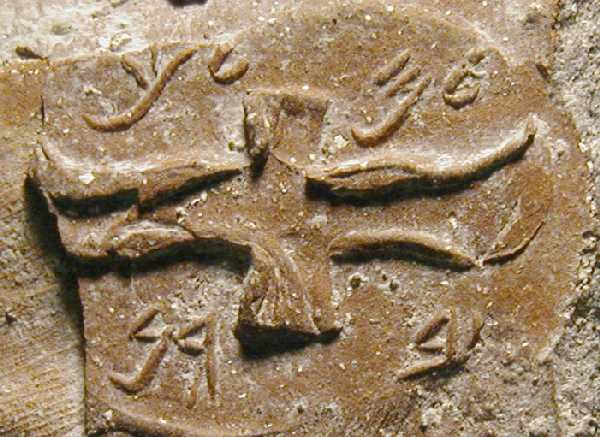
Impresión de Sello LMLK, tipo H2D. Colección Redondo Beach # 22.

Los estilos de grabado indican que al menos dos, posiblemente cinco personas hicieron los sellos. Los 21 tipos se pueden agrupar en cinco o seis conjuntos, pero es posible que se hayan creado o utilizado en pares en función de las cantidades de sus impresiones encontradas hasta ahora. Los investigadores suelen utilizar una "x" minúscula como carácter comodín cuando se refieren a una serie como x4C en lugar de utilizar una "G", "H", "M", "S" o "Z" mayúsculas para el designador de la primera letra. Asimismo, se puede usar una "x" para el designador de la segunda letra cuando se hace referencia a todos los sellos con la misma palabra, como H2x en lugar de H2D, H2T y H2U.
Hasta ahora, se han excavado cantidades significativas de sellos x4C, x4L y x2U por debajo de la capa de destrucción causada por la conquista asiria de Senaquerib, pero solamente un ejemplar de cada uno de los sellos G2T y M2D —excavados en Jerusalén, que no fue destruida por Senaquerib—. Esto sugiere que 12 de los 21 sellos se hicieron antes del ataque, y los 9 restantes después. Las primeras pruebas significativas que apoyan este dato proceden de las históricas excavaciones en Timna dirigidas por George L. Kelm y Amihai Mazar.

## Sellos personales

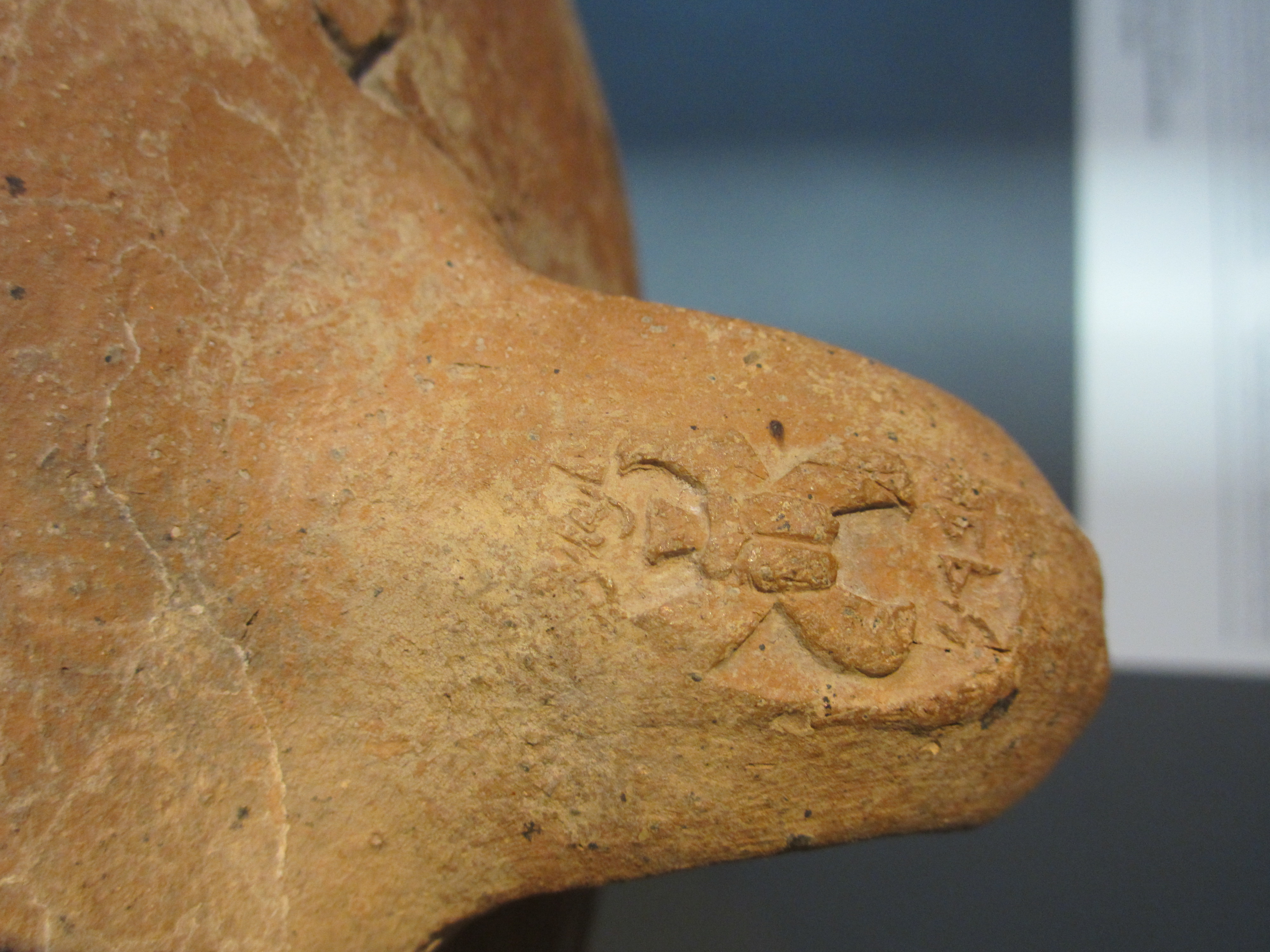
Sello LMLK (Hebrón). Museo de Israel, Jerusalén.

Se han encontrado varios centenares de impresiones de sellos realizadas en el mismo tipo de asa de jarra en los mismos contextos que los sellos LMLK. Se han documentado más de 50 tipos, y la mayoría de ellos tienen una inscripción de dos líneas divididas por dos líneas algo paralelas. Algunos tienen un icono además de la inscripción; otros son estrictamente anepígrafos.

## Incisiones
Además de los sellos, que se estamparon en la arcilla húmeda antes de su cocción en el horno, se hicieron otras marcas en las asas de estas jarras:
- Círculos concéntricos —normalmente dos, a veces solo uno; a veces se aplicaban a las asas no estampadas, pero no se sabe con certeza si alguna vez se grabaron en jarras sin sellar—.[14]
- Marcas de suma —parecidas a "+", "t" o "X"—.
- Marcas de agujeros —parecidas al punto de anclaje central de los círculos concéntricos—.
- Marcas de arrastre —probablemente intentos de anular o borrar el sello LMLK—.

Se han encontrado cientos de círculos, pero solamente unas pocas marcas de suma, de agujero y de arrastre. Es posible que varios sellos LMLK pueden haber tenido inscripciones adicionales incisas sobre ellos que contienen marcas que se asemejan a las letras "I V" —de ahí lo de "incisiones lvy"—; sin embargo, uno o más de estos identificadores pueden contener marcas de arrastre perdidas que se asemejan a las letras "I V" sin una semántica adecuada.

## Correos de Israel
En 1948, la autoridad postal de Israel eligió el diseño del sello Z2U para la primera serie de sellos postales que incluía el nombre del nuevo estado. Se imprimieron cinco valores multicolores —denominaciones de 3, 5, 10, 20 y 65 millones; números del catálogo Scott 10-4— en hojas de 300 —seis paneles de 50—. Otte Wallish diseñó los sellos, que tienen pestañas distintivas escritas en hebreo que declaran: «Flying Scroll: Sello "LMLK" estampado en las jarras de vino y aceite entregadas como impuesto al rey». Israel emitió los sellos el 26 de septiembre de 1948 a tiempo para la celebración del 4 de octubre de Rosh Hashaná 5709, el Año Nuevo judío, inaugurando así su serie anual de sellos festivos.

## Diseños
Tipos de sellos LMLK:
|                                               |                                              | (reservado para S2T; no se sabe si existió) |                                              |
| (reserved for H2DR; not known if any existed) | (reservado para M2DR; no se sabe si existió) |                                             | (reservado para Z2DR; no se sabe si existió) |
|                                               |                                              |                                             |                                              |
|                                               |                                              |                                             |                                              |
|                                               |                                              |                                             |                                              |
|                                               |                                              | (reservado para S4C; no se sabe si existió) |                                              |